# Joan Francesc de Masdéu i de Montero
Joan Francesc de Masdéu i de Montero   (Palerm, 4 d'octubre de 1744 - València, 11 d'abril de 1817) va ser un jesuïta català, malgrat que nascut a Sicília, historiador i historiador de la literatura.

## Biografia
Va néixer a Palerm, Sicília, el 1744, fill d’una il·lustre família de Barcelona que estava al servei del borbó Carles III, fill de Felip V, que també tenia potestat damunt les Dues Sicílies. Els seus pares havien acompanyat a l’infant Carles a prendre possessió del Regne de Nàpols. Malgrat aquesta eventualitat, Masdéu sempre es considerà natural de Barcelona i català.
En retornar a Barcelona, ingressà a l'Imperial i Reial Seminari de Nobles de Cordelles, a càrrec dels jesuïtes. Seguint els passos dels seus germans, Josep Antoni i Baltasar, el 1759 ingressà en la Companyia de Jesús. L'any 1767, mentre estudiava el segon curs de teologia, el borbó decretà l’expulsió de l’orde dels territoris espanyols, per la qual cosa Joan Francesc de Masdéu hagué d'exiliar-se a Ferrara, la ciutat de la Península Itàlica on s'establiren la major part dels jesuïtes catalans i de la resta de la Corona Catalano-Aragonesa.
Durant aquesta nova etapa itàlica, Masdéu acabà els seus estudis teològics i s'anà introduint en els cercles erudits del país. Va ser professor en els seminaris jesuïtes de Ferrara i Ascoli. A més, fou l'inici de la seva obra documental que, amb els anys, acabarà sent molt extensa i heterogènia. Joan Francesc de Masdéu escriví sobre gramàtica, poètica, pedagogia, història, dret canònic, religió i política; fou, a més, un fi polemista i traduí diverses obres de l'italià al castellà i del castellà a l’italià.
Després de l'exili, Masdéu va haver de residir a Sicília bona part de la seva vida i la seva vocació històrica va ser bastant tardana i destacada pel seu ferm regalisme. A més, va participar en la controvèrsia literària i en la polèmica sorgida a Itàlia al voltant de les crítiques que alguns intel·lectuals italians, com ara Girolamo Tiraboschi, Saverio Bettinelli, Clementino Vannetti i altres col·laboradors del Giornale di Modena, varen fer contra la civilització hispana i, també, contra els jesuïtes catalans i castellans residents a Itàlia. Durant els anys que va passar a Bolonya a partir de 1775, estudiant Dret en la seva universitat, es va contagiar de la polèmica. Molts d'aquests jesuïtes van respondre als atacs, entre ells el mateix Joan Francesc de Masdéu, però també els catalans Joan Nuix i Francesc Xavier Llampillas i els valencians Antoni Eiximeno, Tomàs Serrano i Joan Andrés i Morell, entre d'altres.
A partir d'aquí, Masdéu, com la resta, endegà una tasca proselitista centrada en la difusió de la llengua castellana a Itàlia. També en la difusió de la literatura hispana. En aquest sentit, sorgiren les obres Poesie di ventidue autori spagnuoli del Cinquecento tradotte in lingua italiana (1786), Lettera poetica spagnuola del Sr. D. Giovanni Meléndez Valdés al Sr. D. Eugenio Laguna (1794) i, sobretot, la seva monumental Historia crítica de España y de la cultura española (1783-1805), en 20 volums, més cinc volums inèdits.
La defensa hispana de Masdéu no fou, en tot cas, contrària a la seva pàtria catalana, atès que el jesuïta tenia una idea unitària, però no uniforme, del que sempre havia estat Espanya i plantejà insistentment una diferència ètnica i lingüística clara entre el que ell anomenava la Ibèria (que per a ell era la zona de l'antiga Tarraconense) i l'Espanya (que ell situa entre la Bètica i Lusitània). Joan Francesc de Masdéu, per tant, sempre se sentí orgullós de la seva pàtria, malgrat que la seva reivindicació de la particularitat catalana se circumscriví a l’àmbit espanyol, evitant qualsevol tipus d'alusió política als temps anteriors als Decrets de Nova Planta, quan Catalunya era una nació sobirana, potser per por a represàlies o a perdre els favors del règim espanyol.
Fora d'alguns sonets, de tipus arcàdic, que va compondre, la seva tasca es va centrar en traduir a l'italià una triada antologia de lírica hispana del Segle d'Or, que va publicar al final del tom III de la segona part del Saggio storico-apologetico della letteratura spagnuola, de l'abat Francesc Xavier Llampillas, i que va ampliar després, en dos toms, que va fer imprimir a Roma, el 1786.
El seu compromís polític, contrari a la democràcia, a la igualtat i al laïcisme que proclamava la Revolució Francesa, el portà a escriure al·legats contrarevolucionaris, com ara el Discurso al género humano contra la libertad e igualdad de la democracia francesa (escrit el 1797 i publicat a València, el 1812), Cartas a un republicano romano su amigo acerca del famoso juramento: Yo odio a la monarquía (escrit el 1798 i publicat a Madrid, el 1814) i Memorial que presentó Madama Sadumé en nombre de todas las mugeres del mundo al sabio Directorio de París en el mes de enero de 1797 (1800), obra que va escriure amb el pseudònim de Madama Sadumé. Masdéu sempre considerà la via reformista com un dispositiu anul·lador dels excessos revolucionaris. Amb aquest esperit, per tant, redactà, anònimament, una Carta a los romanos (1795), adreçada a l'Estat pontifici, i, alguns anys després, dos opuscles: Monarquía española (1815), dirigit a Ferran VII, i Religión española (1815), dirigt a l’arquebisbe de Toledo. Les tres obres foren rebudes amb fredor, suspicàcia i, fins i tot, amb animadversió.
El 1795, per voluntat del seu oncle, en Josep Gregori de Montero i d’Alòs, abat de Sant Cugat del Vallès, Catalunya, Masdéu ingressà a la Reial Acadèmia de Bones Lletres de Barcelona, però el seu nomenament fou més aviat protocol·lari, atès que gairebé no va participar en les activitats de la dita institució.
De fet, va residir a Itàlia fins al 1799. Aquell any, el govern espanyol, impressionat pel ressò de la seva Historia crítica, incentivà el seu retorn, oferint-li l’encàrrec d’investigar als arxius de Lleó. Mentre Masdéu duia a terme aquesta comissió, es produí una segona onada d’hostilitat contra els jesuïtes i se n’anà. Establert altra vegada a Roma, hi continuà la seva intensa activitat intel·lectual, apreciat per les jerarquies eclesiàstiques i per l’exiliat Carles IV, el qual li arribà a oferir el càrrec de secretari particular, que, tanmateix, refusà.
L'any 1815 va poder tornar a Barcelona, on durant uns quants mesos visqué a la casa familiar amb el seu germà Baltasar. Ja vell i malalt, fou destinat al col·legi dels jesuïtes de València, on endegà un projecte pedagògic que, al cap de poc, fou avortat pels seus superiors. Encara que va tornar a Catalunya el 1799, es va haver d'exiliar de nou i va retornar, definitivament ja, el 1815, regnant Ferran VII, poc abans de morir.
La seva obra més cèlebre fou la Storia critica di Spagna e della cultura spagnuola in ogni generi, preceduta dona un Discorso preliminare (Foligno, 1781). El discurs preliminar conté una gran sàtira contra els italians, en contrast amb els espanyols, composta a Bolonya i que va no es va poder imprimir completament pel fet que es va manar parar la impremta, prudentment. El segon volum en italià –i darrer– trigà molt a ser publicat per causa de la desídia de l’impressor parmesà Bodoni. Finalment, després de molts esforços de Masdéu, sortí a la llum a Florència, el 1787. Com havia succeït amb el primer volum, el segon tampoc no despertà cap expectació a la Península Itàlica.
L'obra no va ser llegida ni apreciada pels italians i Masdeu, que havia escrit en italià els sis primers toms, va traduir-ne el primer al castellà (els restants foren traduïts pel seu paisà, amic i company d'exili Bernardo Arana). Dolgut en el seu amor propi, i malgrat tenir escrits en italià els quatre volums següents, Masdéu interrompé l’edició italiana i es concentrà en la castellana. El 1783 aparegué el primer volum imprès a Madrid i, durant els anys posteriors, els 19 toms successius foren rebuts amb entusiasme –de vegades, no exempts de polèmica– pels literats hispans.
L'historiador Miguel Batllori assegura que la indiferència amb què va ser acollida l'obra pels italians va ensopir el caràcter de Masdeu i, a partir del tom setè, primer dels que va començar a redactar en castellà, es va accentuar la seva actitud anti-italiana. A Espanya, per contra, l'aparició del primer volum li va suposar una pensió doble del govern i, més tard, se li va dispensar, a més, una suma perquè pagués els deutes contrets per la publicació del segon volum en italià.
La Inquisició, el 1826, va posar l'obra a l'Índex de llibres prohibits, fins que fos expurgada del seu fanàtic regalisme i gal·licanisme. Encara que es denomina "història crítica", seguint els postulats respecte a la concepció de la història que va aportar la Il·lustració, fet que l'emparenta amb la història il·lustrada de l’historiador català Antoni de Capmany, l'obra de Masdéu no arriba a desautoritzar les tradicions jacobines, fet que va causar l'empipament d'en Melchor de Jovellanos en llegir-la, segons consigna el Diari d'aquest últim. Tanmateix, Masdéu va utilitzar a fons les aportacions crítiques dels novatores Juan de Ferreras i García i Francisco de Berganza.
L'any 1805 va escriure l'obra titulada "Origen español del sumo pontifice Pio Septimo y de su casa Claromonte de Cesenaon", que analitzar el noble i ancestral llinatge dels Claramunt i on demostra que el papa Pius VII fou un descendent d'aquesta nissaga catalana, que van passar a Occitània i França, com a Clermont, i a Sicília i Itàlia, com a Chiaramonti o Chiaramonte.

## Historiografia
A nivell historiogràfic, Joan Francesc Masdéu manifestà en el seu radical rebuig de l’ipse dixit, qüestionant, fins i tot, si calia, les referències a les Sagrades Escriptures. I va exaltar la valoració de les proves documentals, mitjançant l’ús de les ciències auxiliars i el rebuig dels anacronismes, les deduccions interessades i els successos inversemblants a la llum de la raó.
Masdéu va participar d'una nova concepció de la història, en la qual monarques i batalles comparteixen protagonisme amb altres aspectes, com ara clima, el comerç, els costums, el temperament, la cultura, la població, el govern, l’agricultura o l’artesania, és a dir, amb la història civil. Aquests nous plantejaments, amb tot, es reflectiren en una producció historiogràfica molt afectada pel clarobscur. Potser, les vicissituds de la seva agitada biografia poden explicar aquest impuls contradictori: el d’un català exiliat a Itàlia, però defensor d’Espanya; el d’un jesuïta, però regalista radical, i el d’un antirevolucionari, però reformista. La seva principal obra, Historia crítica de España y de la cultura española, deixa traspuar sovint la contradicció i l’esperit polemista.
El fons manuscrit de Masdéu és considerable. Al marge dels cinc volums manuscrits de la Historia crítica, que es conserven a la Biblioteca Nacional de Madrid i a la Real Academia de la Historia, la seva correspondència i part de la producció literària es troba escampada per un munt de biblioteques i arxius de l’Estat espanyol i Itàlia: Ferrara, Bolonya, Parma, Mòdena, Roma, Barcelona, València, Madrid, Loiola i altres.

## Obres
- Poesie di ventidue autori spagnuoli del Cinquecento tradotte in lingua italiana (1786)
- Lettera poetica spagnuola del Sr. D. Giovanni Meléndez Valdés al Sr. D. Eugenio Laguna (1794)
- Discurso al género humano contra la libertad e igualdad de la democracia francesa (escrita el 1797 i publicada a València, el 1812)
- Cartas a un republicano romano su amigo acerca del famoso juramento: Yo odio a la monarquía (escrita el 1798 i publicada a Madrid, el 1814)
- Memorial que presentó Madama Sadumé en nombre de todas las mugeres del mundo al sabio Directorio de París en el mes de enero de 1797 (1800)
- Carta a los romanos (1795)
- Storia critica di Spagna e della cultura spagnuola in ogni generi, preceduta dona un Discorso preliminare (Foligno, 1781)[5]
- Historia crítica de España y de su cultura (1783-1805), que comprende hasta el siglo XI (20 volums)
- Arte poética fácil (1801)
- Arte poética italiana (1803)
- Origen español del sumo pontifice Pio Septimo y de su casa Claromonte de Cesena (180), on s'expliquen els orígens catalans del papa Pius VII, descendent de la noble familia ancestral dels Claramunt.
- Monarquía española (1815)
- Religión española (1815)